# Ronchères (Aisne)
Ronchères ist eine französische Gemeinde mit 152 Einwohnern (Stand: 1. Januar 2022) im Département Aisne in der Region Hauts-de-France (frühere Region: Picardie). Sie gehört zum Arrondissement Château-Thierry und zum Kanton Fère-en-Tardenois.

## Geographie
Ronchères liegt rund 15 Kilometer nordöstlich von Château-Thierry an der Grenze zum Département Marne, unweit der Quelle der Ourcq und größtenteils nördlich der Autoroute A 4 (Autoroute de l’Est) und des LGV Est européenne. Südlich dieser Verkehrswege liegen die Häusergruppe Bois de la Forge und der Wald Bois du Prieuré. Nachbargemeinden von Ronchères sind Cierges im Norden, Sainte-Gemme im Nordosten, Champvoisy im Osten, Trélou-sur-Marne (Berührungspunkt) im Süden sowie Courmont im Südwesten und Westen.

## Geschichte

### Toponymie
Der Ort wurde im Jahr 1205 als „Runcheriae“ bezeichnet.

### Bevölkerungsentwicklung
| Jahr                       | 1962 | 1968 | 1975 | 1982 | 1990 | 1999 | 2006 | 2015 | 2022 |
| Einwohner                  | 122  | 112  | 109  | 114  | 135  | 111  | 118  | 114  | 152  |
| Quellen: Cassini und INSEE |      |      |      |      |      |      |      |      |      |

## Sehenswürdigkeiten

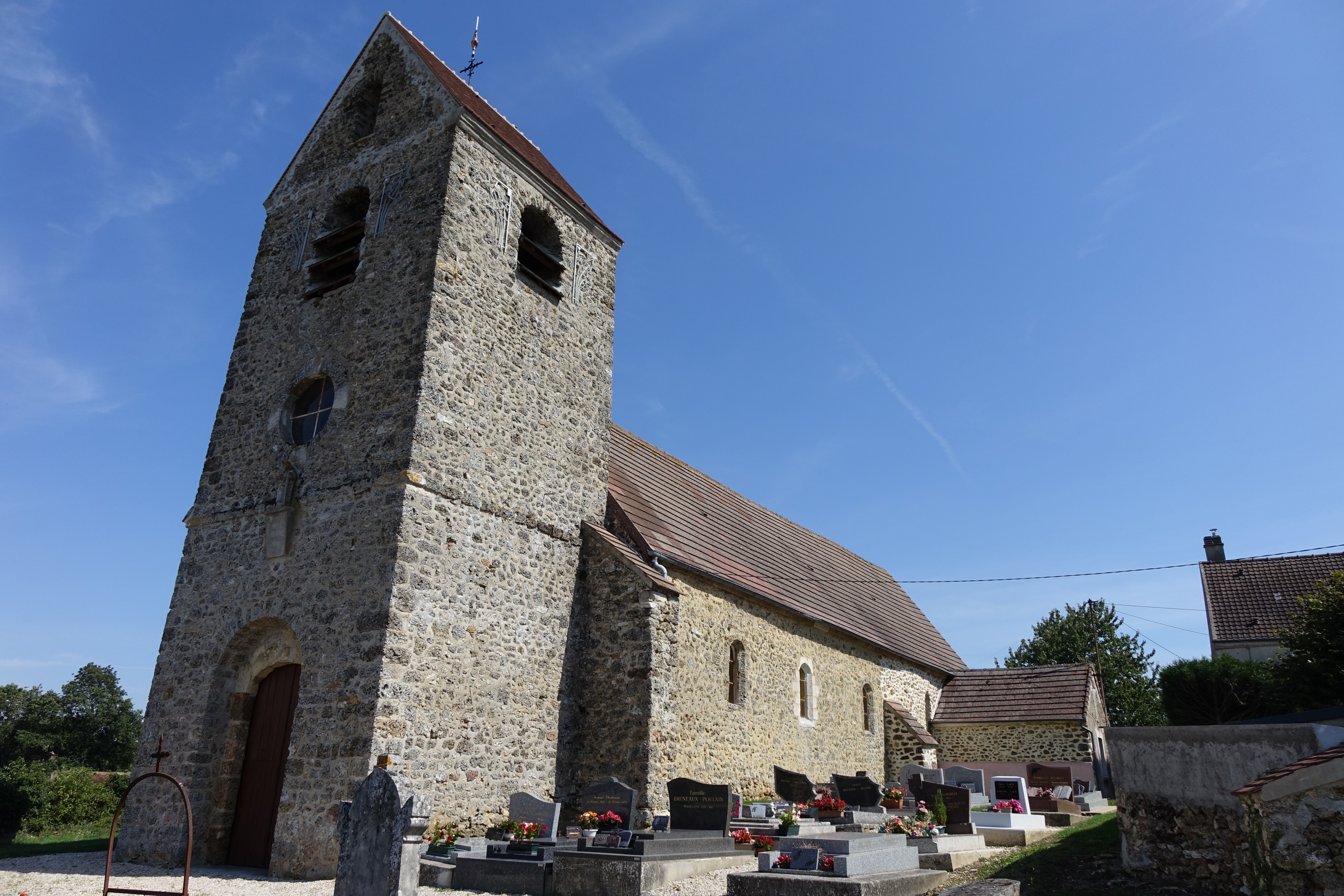
Kirche Saint-Germain
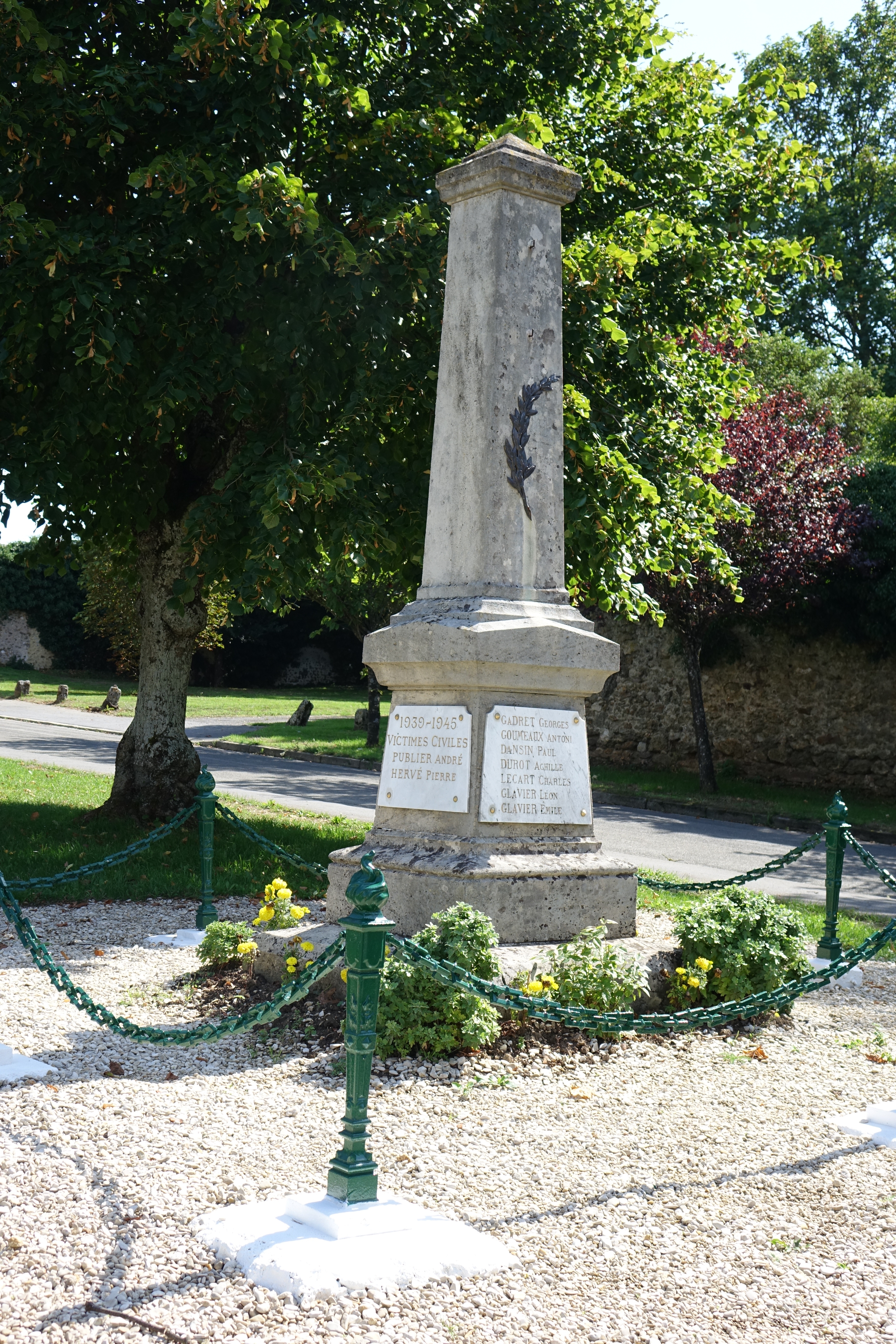
Gefallenendenkmal

- Kirche Saint-Germain
- Gefallenendenkmal